# Hierarquia do candomblé

## Hierarquia no Culto de Ifá
1. Babalaô ou Ianifá Sacerdote do Orixá Orúnmilá-Ifá do Culto de Ifá.

Após duas iniciações ("Mãos"), e sob a obediência a rígidos códigos morais, o babalaô recebe o direito de utilizar o opelé-ifá (ou Rosário de Ifá) e os iquins (sementes de dendezeiro). O merindilogum (Jogo de búzios) é franqueado somente aos Obaoriates e os Auofacãs (Aqueles que receberam a "primeira mão")são chamados também de Oluós. Às Iapetebis (Mulheres iniciadas a Ifá) usam o jogo de búzios chamados Ekuró. As omoifás também usam. Os Babaifás, que são da rama brasileira, onde as cores são o azul claro e branco.

## Hierarquia no culto aos egunguns
Masculinos:
1. Alapini (Sacerdote Supremo, Chefe dos alabás),
2. Alagbá Sacerdote (Chefe de um terreiro),
3. Ojê (iniciado com ritos completos),
4. Ojê agbá (ojê ancião),
5. Atocum (ojê que guia de Egum),
6. Amuixã (iniciado com ritos incompletos),
7. Alabê (tocador de atabaque).

Alguns oiê dos ojê agbá: Baxorun, Ojê ladê, Exorun, Faboun, Ojé labi, Alaran, Ojenira, Akere, Ogogo, Olopondá.
Femininos: 
1. Ialodê (responde pelo grupo feminino perante os homens), [1]
2. Iá egbé (líder de todas as mulheres),
3. Iá monde (comanda as ató e fala com os Babá),
4. Iá erelu (cabeça das cantadoras), erelu (cantadora),
5. Iá agã (recruta e ensina as ató), ató (adoradora de Egun).

Outros oiê: Ialé Alabá, Iaquequerê, Iá Monioiô, Iá Elemaxó, Iamorô.
1. Açobá Supremo sacerdote do culto de Obaluaiê
2. Babalossaim: Responsável pela colheita das folhas.

## Hierarquia nocandomblé Queto
1. Iá / Babá: significado das palavras iá do iorubá significa mãe, babá significa pai.
2. Ialorixá / Babalorixá: Mãe ou Pai de Santo. É o posto mais elevado na tradição afro-brasileira.
3. Iaquequerê (mulher): mãe-pequena, segunda sacerdotisa do axé ou da comunidade. Sempre pronta a ajudar e ensinar a todos iniciados.
4. Babaquequerê (homem): pai-pequeno, segundo sacerdote do axé ou da comunidade. Sempre pronto a ajudar e ensinar a todos iniciados.
5. Ialaxé ou Babalaxé: Mãe(pai) do axé,  também sacerdote (a)do axé ou da comunidade e responsável por distribui o axé e cuida dos objetos ritual.
6. Alabá: Cargo masculino, chefe dos Oiês. Em algumas casas é também chamado de Ogã. Pode desempenhar diversas tarefas de cunho espiritual e civil e não entra em transe.
7. Mogbá: Cargo masculino específico do culto a Xangô. Ministro de Xangô.
8. Tojú Obá: Cargo masculino específico do culto a Xangô. Olhos do Rei.
9. Iyaegbé / Babaegbé: É a segunda pessoa do axé. Conselheira, responsável pela manutenção da Ordem, Tradição e Hierarquia.
10. Agibonã ou Agibonã: É a mãe criadeira, supervisiona e ajuda na iniciação.
11. Iamorô: Responsável pelo Ipadê de Exu.
12. Iaefum ou Babaefum: Responsável pela pintura branca das Iaôs.
13. Iadagã e Ossidagã: Auxiliam a Iamorô.
14. Axogum: Sacerdote responsável pelo sacrifício dos animais. Dependendo do caso, no ritual de iniciação, este sacerdote pode assumir outro cargo, ja que axogum é um ogã.
15. Aficobá: Responsável pelos sacrifícios dos animais de Xangô.
16. Aficodé: Responsável pelos sacrifícios dos animais de Oxóssi.
17. Iabassê: (mulher): Responsável no preparo dos alimentos sagrados as comidas-de-santo.
18. Iyarubá: Carrega a esteira para o iniciando.
19. Iatebexê: Mulher Responsável pelas cantigas nas festas públicas de candomblé.
20. Aiybá: Bate o ejé nas obrigações.
21. Ològun: Cargo masculino. Despacha os Ebós das obrigações, preferencialmente os filhos de Ogum, depois Odé e Obaluaiê.
22. Oloya: Cargo feminino. Despacha os Ebós das obrigações, na falta de Ològun. São filhas de Oiá.
23. Iyalabaké: A guardiã do alá de osaala.
24. Iyatojuomó: Responsável pelas crianças do axé.
25. Pejigã: O responsável pelos axés da casa, do terreiro.
26. Alabê: Responsável pelos toques rituais, alimentação, conservação e preservação dos instrumentos musicais sagrados. (não entram em transe). Nos ciclos de festas é obrigado a se levantar de madrugada para que faça a alvorada. Se uma autoridade de outro axé chegar ao terreiro, o Alabê tem de lhe prestar as devidas homenagens. No Candomblé Queto, os atabaques são chamados de Ilú. Há também outros Ogãs como Gaipé, Runsó, Gaitó, Arrou, Arrontodé, etc.
27. Ebomi são pessoas que já cumpriram o período de sete anos da iniciação (significado: meu irmão mais velho).
28. Ogã: Tocadores de atabaques (não entram em transe).
29. Ajoiê ou equede: Camareira do Orixá (não entram em transe). Na Casa Branca do Engenho Velho, as ajoiés são chamadas de equedes. No Terreiro do Gantois, de "Iarobá" e na Angola, é chamada de "makota de angúzo", "equede" é nome de origem Jeje, que se popularizou e é conhecido em todas as casas de Candomblé do Brasil. (em edição)
30. Iaô: filho-de-santo (que já foi iniciado e entra em transe com o Orixá dono de sua cabeça), nem todo Iaô será um pai ou mãe de santo quando terminar a obrigação de sete anos. Ifá ou o jogo de búzios é que vai dizer se a pessoa tem cargo de abrir casa ou não. Caso não tenha que abrir casa o mesmo jogo poderá dizer se terá cargo na casa do pai ou mãe de santo além de ser um ebomi.
31. Abiã: Novato. É considerada abiã toda pessoa que entra para a religião após ter passado pelo ritual de lavagem de contas e o bori. Poderá ser iniciada ou não, vai depender do Orixá pedir a iniciação.
32. Sarepebê ou sarapebê é responsável pela comunicação do ebê (similar a relações públicas).
33. Otun e Osy Axogun são os auxiliares do Axogum
34. Apokan responsável pelo culto de Oluaiê e o Olubajé

## Hierarquia docandomblé Jeje
Os vodunces da família de  Dan são chamados de  Megitó, enquanto que da família de Caviungo, do sexo masculino, são chamados de Doté; e do sexo feminino, de Doné
No Jeje-Maí
1. Doté é o sacerdote, cargo ilustre do filho de Sobô
2. Doné é a sacerdotisa, cargo feminino, esse título é usado no Terreiro do Bogum onde também são usados os títulos gaiacú e Mejitó. similar à Ialorixá

No Jeje-Mina Casa das Minas
1. Toivoduno
2. Noche

No Kwé Ceja Houndé
- Gaiacú, cargo exclusivamente feminino
- Equede

Os cargos de Ogã na nação Jeje são assim classificados: Pejigã que é o primeiro Ogã da casa Jeje. A palavra Pejigã quer dizer “Senhor que zela pelo altar sagrado”, porque Peji = "altar sagrado" e Gan = "senhor". O segundo é o Runtó que é o tocador do atabaque Run, porque na verdade os atabaques Run, Runpi e Lé são Jeje.

## Hierarquia doCandomblé Banto
Títulos Hierárquicos Banto, Angola, Congo
1. Tata-de-inquice - Zelador.
2. mameto-de-inquice - Zeladora.
3. Tata Ndenge -  pai-pequeno.
4. Mametu Ndenge - mãe-pequena (há quem chame de Cota Tororó, mas não há nenhuma comprovação em dicionário, origem desconhecida).
5. Tata Inganga Lumbido - Ogã, guardião das chaves da casa.
6. Kambondos - Ogãs.
7. Kambondos Kisaba  ou Tata Kisaba - Ogã responsável pelas folhas.
8. Tata Kivanda - Ogã responsável pelas imolações (mesmo que axogum).
9. Tata Muloji -  Ogã preparador dos encantamentos com as folhas e cabaças.
10. Tata Mavambu -  Ogã ou filho de santo que cuida da casa de Exu (de preferência homem, pois mulher não deve cuidar porque mulher menstrua e só deve mexer depois da menopausa, quando não menstruar mais, portanto, pelo certo as zeladoras devem ter um homem para cuidar desta parte, mas que seja pessoa de alta confiança).
11. Mametu Mukamba - Cozinheira da casa, que por sua vez, deve de preferência ser uma senhora de idade e que não menstrue mais.
12. Mametu Ndemburo - Mãe criadeira da casa(ndemburo = runko).
13. Kota ou Maganga - Em outras nações EKEJI (todos os mais velhos que já passaram de 7 anos, mesmo sem dar obrigação, ou que estão presentes na casa, também são chamados de Kota).
14. Tata Inganga Muzambo -  babalaô - pessoa preparada para jogar búzios.
15. Kutala -  Herdeiro da casa.
16. Mona inquice - Filho de santo.
17. Mona muatu uá inquice -  Filha de santo (mulher).
18. Mona diala uá inquice - Filho de santo(homem).
19. Tata numbi -  Não rodante que trata de babá Egum (Ojé).

## Sacerdotes na África
Banto (Angola-Congo).
| Cubama            | adivinhador de 1a categoria                    |
| Tabi              | adivinhador de 2a categoria                    |
| Inganga-a-ingombo | adivinhador de 3a categoria                    |
| Quimbanda         | feiticeiro ou curandeiro                       |
| Inganga-a-muquixi | sacerdote do culto de possessão (Angola)       |
| Niganga-a-inquice | sacerdote do culto de possessão (Congo)        |
| Mucua-umbanda     | sacerdote do culto de possessão (Angola-Congo) |

## Divisão Sacerdotais no Brasil
Angola - língua quimbundo - Congo - língua quicongo
- Mam’etu ria mukixi......sacerdotisa no Angola.
- Tat’etu ria mukixi......sacerdote no Angola.
- Nengua-a-inquice..........sacerdotisa no Congo.
- Inganga-a-inquice.........sacerdote no Congo.
- Mam’etu ndenge..........mãe-pequena no Angola.
- Tat’etu ndenge..........Pai-pequeno no Angola.
- Nengua ndumba...........mãe-pequena no Congo.
- Inganga dumba...........pai-pequeno no Congo.
- Kambundo ou Kambondo....todos os homens confirmados.
- Kimbanda................Feiticeiro, curandeiro.
- Tat'a Ngunzo............responsável pelo ngunzo (axé) da casa. E segredos dos orôs.
- Kisaba.................pai das sagradas folhas.
- Tata utala..............pai do altar.
- Kivonda.................Sacrificador de animais (Congo).
- Kambondo poko...........sacrificador de animais (Angola).
- Kuxika ia ngombe........Tocador (Congo).
- Muxiki..................tocador( Angola).
- Njimbidi................cantador.
- Kambondo mabaia.........responsável pelo barracão.
- Kota....................todas as mulheres confirmadas.
- Kota mbakisi............responsável pelas divindades.
- Hongolo matona..........especialista nas pinturas corporais.
- Kota ambelai............toma conta e atende aos iniciados.
- Kota kididi............toma conta de tudo e mantém a paz.
- Kota rifula.............responsável em preparar as comidas sagradas.
- Mosoioio................as (os) mais antigas.
- Kota manganza............título alcançado após a obrigação de 7 anos.
- Manganza.................título dado aos iniciados.
- Uandumba................designa a pessoa durante a fase iniciatória.
- Ndumbe..................designa a pessoa não iniciada.

## bibliografia
- «Ialodê». Michaelis

- Faraimará, o caçador traz alegria: Mãe Stella, 60 anos de iniciação, Raul Giovanni da Motta Lody, Stella (de Oxóssi, Mãe.), Pallas, 1999
- Agadá: dinâmica da civilização africano-brasileira, Marco Aurélio Luz, Editora da Universidade Federal da Bahia, 2000
- A familia de santo nos canbombles Jejes-Nagos de Bahia, Vivaldo da Costa Lima, Bahia, 2003
- Diáspora africana Por Nei Lopes
- História e ritual da nação jeje na Bahia, Luis Nicolau Parés, Editora Unicamp, 2006
- Candomblé: agora é Angola Por Ivete Miranda Previtall
- Ancestralidade Africana no Brasil: Mestre Didi, 80 anos, Juana Elbein dos Santos, SECNEB, Sociedade de Estudos da Cultura Negra no Brasil, 1997
- Um vento sagrado: história de vida de um adivinho da tradição nagô-kêtu ... Por Muniz Sodré, Luís Filipe de Lima, 1942
- O candomblé da Bahia: (rito nagô), Roger Bastide, Companhia Editora Nacional/MEC, 1978